# Argonia
Argonia – miasto w Stanach Zjednoczonych, w stanie Kansas, w hrabstwie Sumner.